# As Borboletas de Zagorsk
As Borboletas de Zagorsk (The Butterflies of Zagorsk, 1990) é um documentário produzido pela BBC em 1990 que trata do trabalho desenvolvido em uma escola russa com crianças surdas e cegas, inspirado nos estudos de Lev Vigotski. A obra tem 58 minutos de duração e se passa na cidade de Zagorsk, a 80 km de Moscou.

## Série
O documentário faz parte de uma série sobre educação especial intitulada "Os Transformadores".
- Teacher's Story, A - Out of the Wilderness (1990)
- Teacher's Story, A - Socrates for Six Year Olds (1990)
- Teacher's Story, A - The Butterflies of Zagorsk (1990)